# Henricus Klugkist
Henricus Klugkist (* 5. März 1681 in Eexta (bei Scheemda); † 3. Juni 1748 in Weener) war ein deutscher reformierter Theologe und Prediger in Weener (Ostfriesland).

## Leben
Henricus Klugkist wurde 1681 als Sohn des Lehrers Siwert Klugkist (* um 1643 in Eexta; † 13. September 1722 in Eexta) und von Trijntjen Wessels Linthuis (* um 1650 in Weener; † Juli 1709 in Eexta) in Eexta geboren. Er studierte Theologie in Groningen und folgte darin seinem Bruder Conradus Klugkist (1670–1740). Henricus Klugkist heiratete am 23. Oktober 1706 in Winschoten Wubke Derks Mesting (1682–1751) aus Winschoten. Ihr einziger Sohn Sijwert (Sieverdus) (* 1709 in Weener; † 13. November 1750 in St. Georgiwold) war bis 1735 Prediger in Rysum und anschließend bis zu seinem Tod in St. Georgiwold. Von 1706 bis 1748 war Henricus Pastor in der Evangelisch-reformierten Kirche in Weener, wo er der Gemeinde über 42 Jahre diente. Weener sollte seine einzige Stelle bleiben. Er war vom niederländischen Pietismus, der „Nadere Reformatie“, geprägt und stand den Emder Predigern Johannes Alardin und Ernst Wilhelm Buchfelder nahe. Sein vorbildlicher Lebenswandel und sein ungeheuchelter Glaube wirkten auf viele authentisch und überzeugend, sodass das Gemeindeleben aufblühte und die Gemeinde einen zweiten Pastor anstellen konnte. Unter seinem Einfluss schloss sich sein jüngerer Kollege Wilhelmus Schortinghuis dem Pietismus an. Klugkist machte sich mit seiner Verkündigung allerdings nicht nur Freunde unter den Weeneranern, sodass der ostfriesische Fürst Carl Edzard sich 1725 genötigt sah, den Spott über die beiden Pastoren zu verbieten. Klugkists katechetisches Büchlein Kort uittrecksel uit het grote catechesatie boek, das vermutlich den Großen Emder Katechismus (1546) zusammenfasst, ist nicht erhalten. Jedoch hat Schortinghuis in seinen Geestelijke gezangen (1726) zu allen 48 Hauptstücken des Klugkist’schen Katechismus je ein Lied bzw. ein Gebet gedichtet.
Klugkist bekämpfte in Weener moralische Laster. Das in Ostfriesland beliebte Vogelschießen war schon vor dem Aufkommen des Pietismus umstritten und wurde oft verboten, in Weener jedoch erst unter Klugkist und Schortinghuis abgeschafft. Auf Klugkists Grab findet sich die Inschrift: „Mit der Rede gewaltiger Kraft dem Donner vergleichbar, weckte, wie Barnabas einst, Herr Klugkist zum Glauben die Seelen, zog sie zu Gott und spendete Trost den Betrübten. Feind der sündigen Welt und Freund aller wahrhaft Frommen“.